# Rita Gildemeister

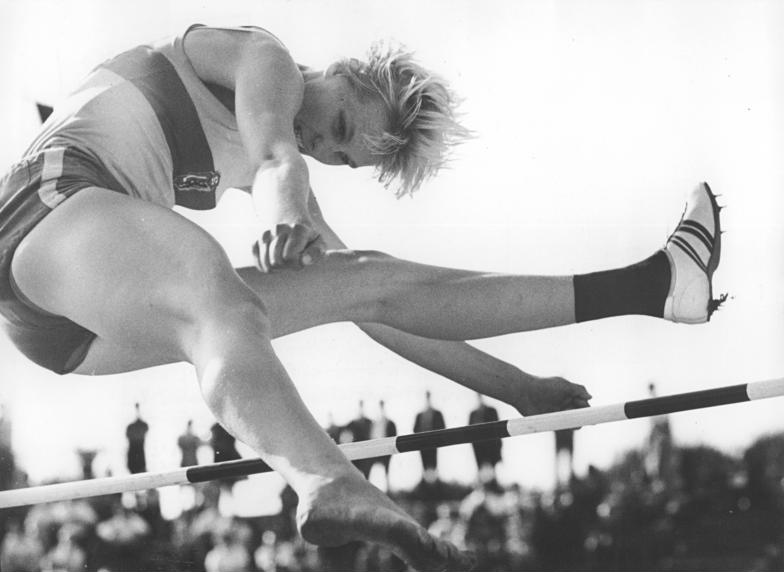
Rita Gildemeister wird 1965 DDR-Meisterin im Hochsprung

Rita Gildemeister (* 6. März 1947 in Klueß) ist eine ehemalige Leichtathletin aus der Deutschen Demokratischen Republik (DDR). 1972 und 1973 wurde sie jeweils Zweite bei den Halleneuropameisterschaften im Hochsprung.
Rita Gildemeister war von 1963 bis 1973 jedes Jahr unter den besten sechs Springerinnen bei den DDR-Meisterschaften. Sie gewann aber nur 1965 den Titel, im Freien belegte sie je zweimal den zweiten und den dritten Platz, in der Halle wurde sie viermal Zweite. 
1964 fanden Europäische Juniorenspiele statt, Vorläufer der späteren Junioreneuropameisterschaften, mit 1,67 m gewann Rita Gildemeister den Titel. 1967 startete sie in Prag bei den Halleneuropaspielen und wurde mit 1,70 m Vierte. Bei den Halleneuropameisterschaften 1972 in Grenoble siegte Rita Schmidt mit 1,90 m, Rita Gildemeister sprang 1,84 m und wurde Zweite bei gleicher Höhe zur drittplatzierten Bulgarin Jordanka Blagoewa. Obwohl nur Vierte bei den DDR-Meisterschaften 1972 durfte Gildemeister zusammen mit Rita Schmidt und Rosemarie Witschas zu den Olympischen Spielen nach München. Dort meisterten in der Qualifikation 23 Springerinnen die Qualifikationshöhe von 1,76 m, darunter alle drei DDR-Springerinnen. Rita Gildemeister belegte im Finale mit 1,82 m Platz 12, Schmidt wurde Fünfte, Witschas Siebte. Bei den Halleneuropameisterschaften 1973 in Rotterdam gewann Gildemeister erneut Silber, mit 1,86 m lag sie allerdings deutlich hinter Blagoewa mit 1,92 m.
Als Rita Gildemeister 1963 erstmals bei DDR-Meisterschaften antrat, stand der DDR-Rekord von Doris Walther bei 1,71 m; als sie nach der Hallensaison 1974 aufhörte, war Rita Schmidt mit 1,90 m Rekordhalterin. Im September 1973 gelang Rita Gildemeister mit 1,87 m der höchste Sprung ihrer Karriere.
Rita Gildemeister startete für den SC Leipzig, bei einer Körpergröße von 1,81 m betrug ihr Wettkampfgewicht 63 kg.